# Jean Girel
Jean Girel, né le 15 janvier 1947, est un céramiste français.

## Biographie
Après des études aux Beaux-Arts de Mâcon puis une licence d'arts plastiques à Paris, il découvre la céramique (notamment la céramique Song) à laquelle il se consacre à partir de 1975 dans son atelier près de Cluny en Bourgogne.
Ses écrits, ses œuvres – notamment sur le céladon – et son savoir-faire lui valent d'être nommé maître d'art en 2000.
En 2017, il fut l’un des 15 artisans d’art d’exception français à avoir été choisis pour l’exposition « Wonder Lab, trésors nationaux vivants français » au musée national de Tokyo au Japon, une exposition qui poursuit sa tournée en Chine en 2018, à commencer par le musée national de Pékin.

### Prix et distinctions
- 1979 : lauréat du salon des Ateliers d'art, Paris
- 1980 : 
  - Médaille d'or de la Biennale de Vallauris
  - Grand prix départemental des métiers d'art
- 1991 : mention spéciale, grand prix Palissy

## Collections publiques
- France
  - Musée national de céramique, Sèvres
  - Musée des arts décoratifs de Paris
  - Lille Métropole Musée d'art moderne, d'art contemporain et d'art brut, Villeneuve-d'Ascq
  - Musée des beaux-arts et d'archéologie Joseph-Déchelette, Roanne
  - Musée des Ursulines, Mâcon
  - Musée savoisien, Chambéry
  - Musée Faure, Aix-les-Bains
  - Musée de Saint-Amand-les-Eaux
  - FRAC Languedoc-Roussillon
  - Palais de l'Élysée, Paris
  - Musée Palissy, Lacapelle-Biron
  - Moulin de la Blies - Musée des techniques faïencières (donation France et Wolfgang Kermer), Sarreguemines
- Belgique
  - Musée du Cinquantenaire, Bruxelles
  - Ministère des Affaires culturelles
- Suisse
  - Fondation Baur, Genève
- Taiwan
  - Musée national du Palais, Taipei